# Giorgio Blasig
Giorgio Blasig (Gorizia, 9 novembre 1947) è un ex calciatore italiano, di ruolo attaccante.

## Carriera
Dopo gli esordi in Serie C con l'Udinese, nel 1969 passa al Mantova dove disputa due campionati di Serie B raggiungendo la promozione in Serie A al termine della stagione 1970-1971.
L'anno successivo si trasferisce al Livorno disputando un altro campionato di Serie B, terminato con la retrocessione in Serie C. Gioca gli ultimi anni della carriera sui campi della terza serie a Modena, dove ottiene una promozione in Serie B nella stagione 1974-1975, Campobasso ed infine Mantova.

## Palmarès

### Club

#### Competizioni nazionali
- Campionato italiano di Serie B: 1

Mantova: 1970-1971
- Campionato italiano Serie C: 1

Modena: 1974-1975 (girone B)